# Años y leguas
Años y leguas, última obra del novelista alicantino Gabriel Miró (1879 – 1930), es un libro que consta de diferentes relatos relacionados entre sí, teniendo como fondo el entorno de la Sierra de Aitana en los años veinte del siglo XX.
Publicado en 1928, el libro tiene un cariz autobiográfico y está basado en vivencias del autor, a través del personaje de Sigüenza, que recorre estas comarcas alicantinas. Sin una trama argumental, se compone de una serie de estampas que guardan una cierta continuidad y que se nutren de una prosa muy cuidada en lo estético. Miró combina la descripción proveniente de una aguda percepción sensitiva con la reflexión de índole filosófico en torno a unos paisajes y unos personajes enclavados, a principios del siglo XX, lejos del ambiente urbano. La obra, como el conjunto del opus mironiano, influiría en el estilo de los autores líricos de la Generación del 27.

## Índice
- Dedicatoria
- La llegada
- Pueblo. Parral. Perfección
- Tocan a muerto
- Doña Elisa y la eternidad
- Gitanos
- El señor vicario y Manihuel
- Huerto de cruces
- Benidorm. Un extranjero. Callosa
- Sábado de luna
- Ochocentistas
- Agua de pueblo
- Caminos y lugares
- El lugar hallado
- Una familia de luto
- Agustina y Tabalet
- Imágenes de Aitana

## Fragmento

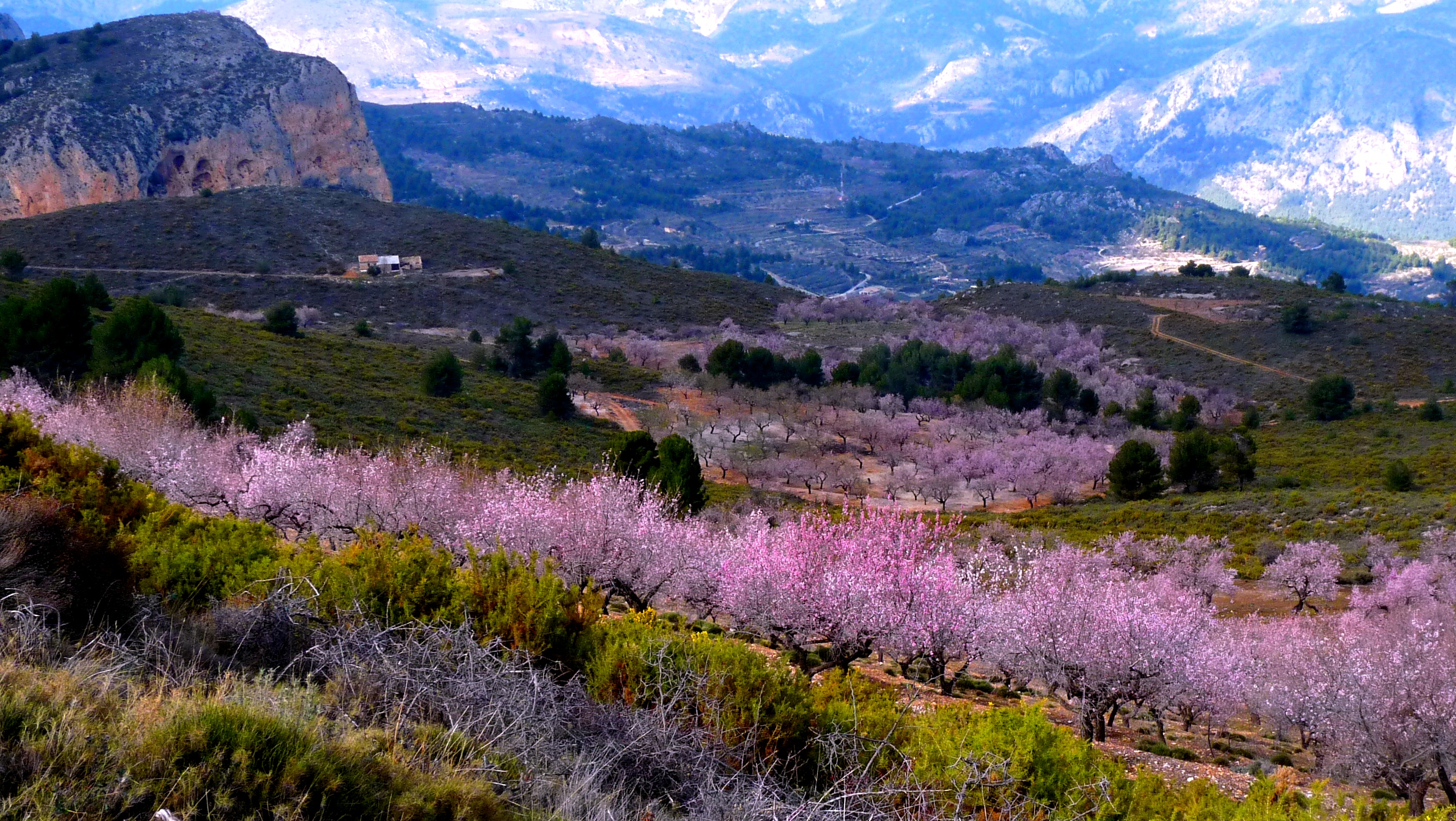
La Sierra de Aitana en una imagen obtenida en febrero de 2012

Aitana, tierna y abrupta; sus cielos, sus abismos, sus resaltos, sus laderías; todo eso, que le afirma el sentimiento de su independencia y de su libertad, le oprime con la ley de la muerte; todo eso, que le exalta y le recoge con una felicidad tan vieja y tan virgen, y que es como es por nuestro concepto, por nuestro recuerdo, por nuestra lírica, ha de seguir sin nuestra emoción, sin nuestros ojos, sin nosotros.